# Geonoma schottiana
Geonoma schottiana é uma planta brasileira. Apresenta-se em três variedades: angustifolia, latifolia e palustris.
Ocorre no Espírito Santo, Goiás, Minas Gerais, Paraná, Rio de Janeiro, Pará, Tocantins e Rio Grande do Sul.
Está na lista da flora ameaçada do Rio Grande do Sul como criticamente em perigo.